# جامعة القديس أوغسطين الوطنية في أريكيبا
جامعة سانت أوغسطين الوطنية، المعروفة محليًا باسم Universidad Nacional de San Agustín (UNSA) هي جامعة مملوكة للدولة في أريكويبا، بيرو. تعد جامعة سانت أوغسطين الوطنية واحدة من أقدم الجامعات العامة في بيرو وهي تعمل بشكل مستمر منذ تأسيسها في 11 نوفمبر 1828. تم تصنيف جامعة سانت أوجستين الوطنية باستمرار كواحدة من أفضل المدارس العامة في بيرو.  
تضم الجامعة ثلاثة أحرم جامعية، و17 كلية، و45 مدرسة مهنية في مجالات العلوم الإنسانية، والعلوم الطبيعية، والعلوم البيولوجية، والعلوم الاجتماعية والهندسة.

## الكليات والمدارس المهنية
| الكلية والكليات                       | المدرسة                 |
| ------------------------------------- | ----------------------- |
| كلية العلوم البيولوجية                | الهندسة الزراعية        |
| كلية العلوم البيولوجية                | مادة الاحياء            |
| كلية العلوم البيولوجية                | علوم التغذية            |
| كلية العلوم البيولوجية                | هندسة الزراعة           |
| كلية التمريض                          | التمريض                 |
| كلية الطب                             | الدواء                  |
| كلية العمارة والعمران                 | بنيان                   |
| كلية العلوم الطبيعية والشكلية         | الفيزياء                |
| كلية العلوم الطبيعية والشكلية         | الرياضيات               |
| كلية العلوم الطبيعية والشكلية         | كيمياء                  |
| كلية الجيولوجيا والجيوفيزياء والتعدين | الهندسة الجيوفيزيائية   |
| كلية الجيولوجيا والجيوفيزياء والتعدين | الهندسة الجيولوجية      |
| كلية الجيولوجيا والجيوفيزياء والتعدين | هندسة التعدين           |
| كلية الهندسة المدنية                  | هندسة مدنية             |
| كلية الهندسة المدنية                  | الهندسة الصحية          |
| كلية هندسة العمليات                   | الهندسة المعدنية        |
| كلية هندسة العمليات                   | هندسة كيميائية          |
| كلية هندسة العمليات                   | هندسة الصناعات الغذائية |
| كلية هندسة العمليات                   | هندسة المواد            |
| كلية هندسة العمليات                   | هندسة البيئة            |
| كلية الإنتاج والخدمات                 | الهندسة الإلكترونية     |
| كلية الإنتاج والخدمات                 | هندسة صناعية            |
| كلية الإنتاج والخدمات                 | مهندس ميكانيكى          |
| كلية الإنتاج والخدمات                 | هندسة كهربائية          |
| كلية الإنتاج والخدمات                 | هندسة النظم             |
| كلية الإنتاج والخدمات                 | علوم الكمبيوتر          |
| كلية الإنتاج والخدمات                 | هندسة الاتصالات         |
| كلية إدارة الأعمال                    | اعمال                   |
| كلية إدارة الأعمال                    | تسويق                   |
| كلية إدارة الأعمال                    | البنوك والتأمين         |
| كلية إدارة الأعمال                    | إدارة                   |
| كلية المحاسبة والمالية                | المحاسبة                |
| كلية المحاسبة والمالية                | تمويل                   |
| كلية التربية                          | تعليم                   |
| كلية العلوم الاجتماعية التاريخية      | تاريخ                   |
| كلية العلوم الاجتماعية التاريخية      | علم الاجتماع            |
| كلية العلوم الاجتماعية التاريخية      | الخدمة الاجتماعية       |
| كلية العلوم الاجتماعية التاريخية      | الأنثروبولوجيا          |
| كلية العلوم الاجتماعية التاريخية      | السياحة                 |
| كلية الحقوق                           | قانون                   |
| كلية الاقتصاد                         | اقتصاد                  |
| كلية الفلسفة والعلوم الإنسانية        | الفنون والموسيقى        |
| كلية الفلسفة والعلوم الإنسانية        | فلسفة                   |
| كلية الفلسفة والعلوم الإنسانية        | المؤلفات                |
| كلية علم النفس والاتصالات             | علم النفس               |
| كلية علم النفس والاتصالات             | علاقات عامة             |
| كلية علم النفس والاتصالات             | تواصل                   |

تم بناء ملعب أريكويبا الرئيسي — وهو أحد أكبرالملاعب في بيرو، ملعب مونومينتال فيرغين دي شابي من قبل الجامعة.

## روابط خارجية
- "Universidad Nacional de San Agustín de Arequipa -History and general reference". Official university site. مؤرشف من الأصل في 2004-12-16. اطلع عليه بتاريخ 2005-05-27. (in Spanish)
- موقع جامعة ناسيونال دي سان أوجستين دي أريكويبا